# Elsa Barraine

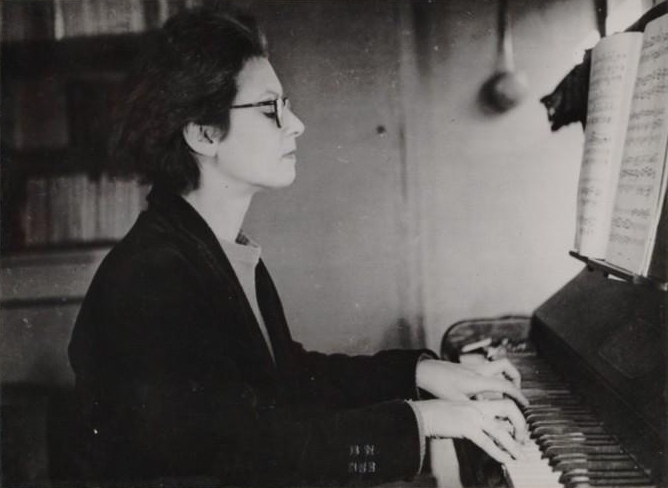
Elsa Barraine (1940)

Elsa Barraine (* 13. Februar 1910 in Paris; † 20. März 1999 in Straßburg) war eine französische Komponistin.

## Leben und Wirken
Barraine studierte am Conservatoire de Paris bei Georges Caussade, Jean Gallon und Paul Dukas. 1929 gewann sie mit der Kantate La vierge guerrière den Prix de Rome. Den gleichen Preis erhielt sie nochmals 1947 für ihre zweite Sinfonie. Sie war eng mit der niederländischen Komponistin Rosy Wertheim befreundet. Sie wirkte beim  Radio und leitete seit 1944 das Tonträgerunternehmen Le Chant du Monde. 1953 wurde sie Professorin am Conservatoire und 1972 Inspektorin der Musikdirektion des Kulturministeriums.
Sie komponierte drei Sinfonien, eine Fantasie für Klavier und Orchester, eine Suite astrologique, Schauspiel- und Filmmusiken, kammermusikalische und Chorwerke.